# 逸見のその時何が!
『逸見のその時何が!』（いつみのそのときなにが）は、1993年4月13日から同年9月21日までTBS系列で放送された情報バラエティ番組。毎日放送（MBS）とイーストの共同製作。放送時間は毎週火曜22:00 - 22:54。

## 概要
各界の有名人の人生を振り返ることをテーマにしていた番組で、逸見政孝が司会を務めていた。ほか、上岡龍太郎がパネラーとして出演していた。前期にはパネラーが「バーチャルテスト」で座席横のボタンで質問に答えてチェックしていき、その結果を自己採点をするコーナーがあったが、後期には廃止された。また、上岡がパネルやスタジオセットのマルチ画面を使いその回のテーマを斬る内容のプレゼンコーナーもあった。タイトルロゴには縦書きで「Human entertainment」と副題が書かれていた。
上岡はこの番組が始まるまでレギュラー番組などで逸見を「嫌い」だと公言していたが、この番組で共演をした事をきっかけに考えを改めていった。
番組は1993年9月21日分の放送をもって終了し、10月改編で逸見と上岡をレギュラー出演者に据えたまま『迫って!GABURI。』にリニューアルする予定だった。ところがリニューアル目前の同年9月6日に逸見が癌の再発による闘病へ専念する事を公表し一切の仕事を完全休止したため『迫って!GABURI。』を事実上降板（当時発売されたテレビ情報誌の中には逸見・上岡の名が入ったまま掲載されたものもあった）。上岡も出演を辞退する事になった。結果的に同番組は島田紳助が代わりに司会を務めている。
逸見はその後、同年12月25日に癌性悪液質の病因により、念願の復帰は叶わずに48歳で死去し、結果的に逸見最後の新番組となった。

## 主なスタッフ
- 構成：川崎良 ／ 伊藤忠司、松谷光絵、佐藤仁、貝島由美子
- タイトルＣＧ：ケネックジャパン
- ナレーター：バッキー木場、喜多道枝
- アシスタント：岡元直美、岩下玲子【週替わり】
- 技術：小山内義紀、足立篤己【週替わり】
- カメラ：田中文夫、坂口司、大熊正浩【週替わり】
- ＶＥ：大和田謙一、木部伸一郎【週替わり】
- 音声：高橋昇
- 照明：床井弘一（ティエルシー）
- ＶＴＲ：木部伸一郎、山崎悟【週替わり】
- 音響効果：西山知史（4-Legs）
- 編集：石丸健一（RVC）
- ＭＡ：豊田浩（RVC）
- 美術プロデューサー：丸山覚
- 美術制作・デザイン：長谷川隆之
- 装置：小穴健一
- 電飾：清水久敏
- メカニック：金子正俊
- 装飾：東山浩美
- メイク：アーツ
- スタイリスト：ミニーコーポレーション、佐藤ミサキ
- タイムキーパー：石橋葉子
- リサーチ：T2ファージ
- 協力：アックス、RVC（六本木ビデオセンター）、コア（CORE）、東通、4-Legs、エイケイ、TUBE（東京チューブ）、千代田ビデオ ほか
- 企画協力：三木プロダクション
- ブレーン：桜井妙子、青木雅子、波頭亮、二宮清純
- 制作協力：Arione、ゴルゴ、ファルコン
- 広報：小松良明（MBS）、山崎朋子（MBS）
- ディレクター：井村秀樹（演出回有り）、小林俊博、立川英弘、安井健（演出回有り）／ 土屋務、伊藤耀治、壁谷政彦（演出回有り）、西沢雅文
- 演出：上川伸廣（毎回担当）
- プロデューサー：信濃正兄（MBS）、梅本満
- 製作：毎日放送、イースト

## 主題歌
- 小さな奇跡（須藤薫、CD：ファンハウス/FHDF-1280） - トラック3には、番組で使用していたスローバージョン（インストゥルメンタル）も収録。

## 放送局
特筆の無い限り全て同時ネット
- 毎日放送（制作局）
- TBS
- 北海道放送
- 青森テレビ
- 岩手放送
- 東北放送
- テレビユー山形
- テレビユー福島
- 新潟放送[4]
- 信越放送
- テレビ山梨
- 静岡放送
- チューリップテレビ[4]
- 北陸放送[4]
- 中部日本放送
- 山陽放送
- 山陰放送
- 中国放送
- テレビ山口
- 伊予テレビ
- テレビ高知
- RKB毎日放送
- 長崎放送
- 熊本放送
- 大分放送
- 宮崎放送
- 南日本放送
- 琉球放送